# Nguyễn Văn Linh
Nguyễn Văn Linh (Duc Tan, 1 de julho de 1915 - Hanói, 27 de abril de 1998) foi um revolucionário e político vietnamita. Ele foi o secretário-geral do Partido Comunista do Vietnã de 1986 a 1991 e foi um líder político do Vietcong durante a Guerra do Vietnã. Durante seu tempo no cargo, Linh foi um forte defensor da "Doi Moi" (renovação), um plano econômico cujo objetivo era transformar a economia do Vietnã em uma economia socialista orientada para o mercado, semelhante ao "socialismo de mercado" implementado pela República Popular da China. Como tal, Linh foi muitas vezes apontado como o Gorbachev vietnamita, o líder soviético que introduziu a Perestroika.